# Țețchea
Țețchea (Hongaars:Cécke) is een Roemeense gemeente in het district Bihor.
Țețchea telt 3059 inwoners.
De gemeente bestaat uit de volgende dorpen:
- Hotar (Izsópallaga)
- Subpiatră (Kőalja),
- Telechiu (Mezőtelki)
- Țețchea (Cécke)

In het dorp Telechiu (Mezőtelki) woont nog een aanzienlijk aantal Hongaren, ze hebben een eigen Gereformeerde kerk (uit 1709) en een kinderopvang in de Hongaarse taal. Van de totale bevolking van het dorp (823 personen) waren er in 2011 252 Hongaren (31,7%). 